# Großunternehmen
Großunternehmen (auch Großbetrieb) ist die Bezeichnung für Unternehmen, die bestimmte Betriebsgrößen hinsichtlich Beschäftigtenzahl, Umsatzerlöse,  Bilanzsumme oder Geschäftsvolumen überschreiten.

## Allgemeines
Kleinere Unternehmen bezeichnet man entweder als kleine und mittlere Unternehmen (KMU/KMB) oder als Kleinstunternehmen. Großunternehmen entstehen durch Unternehmenswachstum, das durch Marktwachstum auf Wachstumsmärkten mit einer Steigerung der Marktanteile (internes Wachstum) und/oder durch Unternehmensverbindungen mit einer Erhöhung der Unternehmenskonzentration (externes Wachstum) ausgelöst werden kann. Global Player, Großbanken, Konzerne und multinationale Unternehmen gehören zu den Großunternehmen. Rund 90 % der Aktiengesellschaften und mehr als die Hälfte der Personengesellschaften gehören in Deutschland zu Konzernen und damit zu den Großunternehmen.

## Definitionen
Die verschiedenen Fachgebiete nehmen folgende Quantifizierungen vor:

### Handelsrecht
Die handelsrechtliche Definition dient primär zur Bestimmung der Rechnungslegungsanforderungen. Die Unterscheidung der Größenklassen hat hier für die Publizitätspflicht Bedeutung hinsichtlich des Umfangs und Detaillierungsgrades, in welchem der Inhalt des Jahresabschlusses offenzulegen ist. Neben Großunternehmen gelten auf Grund ihrer Publikationspflicht auch Aktiengesellschaften im geregelten Markt (Wertpapierbörse) als große Kapitalgesellschaften, ohne notwendigerweise selbst als Großunternehmen zu gelten.
- Eine Kapitalgesellschaft gilt nach europäischem Recht (siehe § 267 HGB, § 221 UGB) als Große Kapitalgesellschaft, wenn sie an den Bilanzstichtagen von zwei aufeinanderfolgenden Geschäftsjahren mindestens zwei der drei folgenden Merkmale überschritten hat:
  - 25.000.000 Euro Bilanzsumme nach Abzug eines auf der Aktivseite der Bilanz ausgewiesenen Fehlbetrags,
  - 50.000.000 Euro Umsatzerlöse in den zwölf Monaten vor dem Abschlussstichtag,[3]
  - 250 Arbeitnehmer im Jahresdurchschnitt; dabei werden die zu ihrer Berufsausbildung beschäftigten Mitarbeiter nicht berücksichtigt.
- Kapitalgesellschaften gelten stets als große Kapitalgesellschaft, wenn sie einen organisierten Markt wie die Wertpapierbörse durch von ihr ausgegebene Wertpapiere in Anspruch nehmen oder die Zulassung zum Handel an einem organisierten Markt beantragt haben (§ 264d HGB).
- Als börsennotierte Unternehmen (englisch Large Caps) gehören Großunternehmen stets zu den Standardwerten.

### Andere Definitionen
Neben der handelsrechtlichen Definition existieren weitere Begriffsdefinitionen.
Gemäß der EU-Empfehlung 2003/361/EG gelten Unternehmen mit mehr als 250 Mitarbeitern oder einem Jahresumsatz über 50 Mio. Euro verbunden mit einer Bilanzsumme über 43 Mio. Euro als Großunternehmen.
Das Institut für Mittelstandsforschung Bonn (IfM) definiert ein Unternehmen als Großunternehmen, wenn dieses 500 oder mehr Mitarbeiter hat oder einen Umsatz von über 50 Mio. Euro jährlich erwirtschaftet.
In den USA erstellt die Small Business Administration (SBA) für jeden Wirtschaftszweig eine eigene Obergrenze für kleine und mittlere Unternehmen.

## Wirtschaftliche Aspekte
Die weltweite Tendenz zu Großunternehmen führt auf vielen Märkten zu einer Monopolisierung, durch die Marktpreise und Produktqualitäten/Dienstleistungsqualitäten diktiert werden können.
Großunternehmen weisen gegenüber kleinen und mittleren Unternehmen einige Besonderheiten auf. Dazu gehören insbesondere Fragen der Organisation, Kostensenkungen durch das Gesetz der Massenproduktion und Skaleneffekte. Organisatorisch können Großunternehmen durch lange Entscheidungswege, Mängel umfassender Kontrolle oder schwerfällige Anpassungsfähigkeit gekennzeichnet sein. Der Betriebsgrößeneffekt erklärt sich auch dadurch, dass Großbetriebe potenziell insgesamt kostengünstiger zu produzieren in der Lage sind als kleine und mittlere Unternehmen. Nach dem Gesetz der Massenproduktion wird der Fixkostenanteil bei zunehmender Kapazitätsauslastung pro Stück kleiner, es entstehen Größenvorteile. Wird durch die Erhöhung der Kapazität eine Kostensenkung erreicht, spricht man von Economies of Scale (statische Skaleneffekte). Die Massendegression führt durch zunehmende Kapazitätsauslastung zu einer Senkung der fixen Stückkosten, weil die Fixkosten auf eine größere Produktionsmenge verteilt werden können (Fixkostendegression). Hohe Fixkosten erfordern daher eine Produktion in großen Mengen, die in Großbetrieben eher wahrscheinlich ist. Die Größendegression der Kosten (Skaleneffekte) drückt sich nicht nur in der Fixkostendegression, sondern auch im Betriebsgrößeneffekt aus. Allerdings können Großbetriebe auch der Gefahr negativer Skaleneffekte ausgesetzt sein, wenn sich nämlich die Kosten überproportional zur Steigerung der Ausbringungsmenge erhöhen. Großunternehmen ziehen oft größere Marktanteile und mehr Marktmacht auf sich, so dass sie auf einigen Märkten die Preisführerschaft übernehmen können.
Wenn Großunternehmen auf dem Kapitalmarkt Wertpapiere emittieren (Aktien oder Unternehmensanleihen), gehören sie zu den kapitalmarktorientierten Kapitalgesellschaften, die in allen EU-Mitgliedstaaten bei ihrer Rechnungslegung die IFRS-Rechnungslegungsstandards beachten müssen (in Deutschland: § 315e HGB).

## International
Die weltweit größten Unternehmen sind:
| Unternehmen                          | Staat               | Umsatzerlöse in Mrd. US-Dollar |
| ------------------------------------ | ------------------- | ------------------------------ |
| Walmart                              | Vereinigte Staaten  | 572,8                          |
| Amazon                               | Vereinigte Staaten  | 469,8                          |
| State Grid Corporation of China      | Volksrepublik China | 460,6                          |
| China National Petroleum Corporation | Volksrepublik China | 411,7                          |
| Sinopec                              | Volksrepublik China | 401,3                          |
| Saudi Aramco                         | Saudi-Arabien       | 400,4                          |
| Apple                                | Vereinigte Staaten  | 365,8                          |
| Volkswagen                           | Deutschland         | 295,8                          |
| China State Construction Engineering | Volksrepublik China | 293,7                          |
| CVS Health                           | Vereinigte Staaten  | 292,1                          |

Der Aufstieg der chinesischen Unternehmen ist weitgehend auf internes Wachstum zurückzuführen, denn die chinesische Volkswirtschaft ist der größte Wachstums- und Zukunftsmarkt.

## Großunternehmen nach Staaten
Internationale Großunternehmen gehören zu den komplexesten Organisationsformen überhaupt. Ihre Kapitalkraft macht sie tendenziell unabhängiger von der traditionellen Bankenintermediation. Sie kreieren unter Ausschaltung der Banken („Disintermediaton“) ihre eigenen Liquiditäts- und Devisenpools und sorgen auch für einen liquiden Sekundärmarkt bei betroffenen Finanzinstrumenten. Der Devisenhandel findet bereits unter Ausschaltung der Banken direkt zwischen internationalen Großunternehmen statt. Eigene Bankabteilungen verfügen zudem über Fachwissen im Bankwesen und erhöhen die Unabhängigkeit von Banken. Ihre Kapitalkraft und meist guten Ratings machen sie emissionsfähig und sorgen für einen kostengünstigen Kapitalmarktzugang. Großunternehmen, die Gegenstand der Berichterstattung und Analyse durch Presse und Ratingagenturen sind, benötigen anders als kleine Unternehmen keine Publizitätstransformation durch Banken. Sie haben eine Betriebsgröße erreicht, die eine umfassendere Forschung und Entwicklung mit weltweit verteilten Kompetenzzentren ermöglicht. Sie können im Zuge der Globalisierung ihre Standorte verlagern oder in andere Länder ausdehnen. Nach dem Marktwert führen weltweit Apple, ExxonMobil, Berkshire Hathaway, Google, Microsoft, PetroChina, Wells Fargo, Johnson & Johnson, Industrial and Commercial Bank of China und Novartis.

### Deutschland
Zu den deutschen Großunternehmen zählen mindestens die im DAX vertretenen börsennotierten Konzerne Volkswagen AG, Allianz SE, Daimler AG, Deutsche Bank, Siemens, E.ON, Deutsche Post AG, Deutsche Telekom und BASF. Bei Kreditinstituten heißen die Institute mit einer bestimmten Betriebsgröße (gemessen am Geschäftsvolumen) Großbanken.

### Österreich
In Österreich gehören lediglich 0,4 % aller Betriebe zu den Großunternehmen, in ihnen arbeiten jedoch mit 36,5 % die meisten aller abhängig Beschäftigten.

### Schweiz
Die Schweiz wies einer OECD-Studie zufolge bei Privatunternehmen einen – an der Gesamtzahl der Unternehmen gemessenen – noch geringeren Anteil von Großunternehmen auf (0,3 %) als Deutschland (0,4 %). In der Schweiz finden sich Großunternehmen vor allem in der chemischen Industrie, im Fernmeldewesen und bei Banken.

### Vereinigte Staaten
- Liste der größten Unternehmen in den Vereinigten Staaten

Bis 2003 veröffentlichte das Wirtschaftsmagazin Forbes Magazine die Liste Forbes 500 der 500 größten Unternehmen der USA.